# فردان (بيروت)

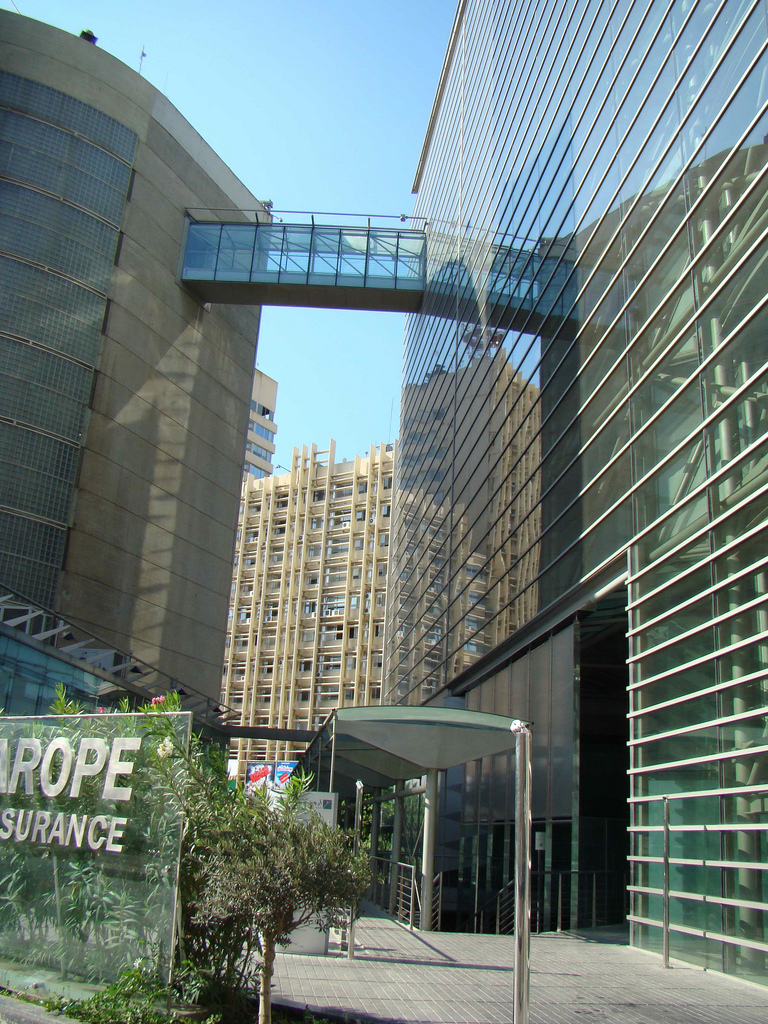
مقر بنك لبنان والمهجر في فردان

فردان، والمشهورة بشارع فردان، هي من المناطق الراقية التجارية والسكنية في بيروت العاصمة اللبنانية.
يعتتبر الشارع الرئيسي للتسوق ومركز للجذب السياحي، سمي تكريما لمعركة فردان التي وقعت أثناء الحرب العالمية الأولى. ومع ذلك، فإنه الاسم الشعبي للمنطقة "إذ أن إسمه الرسمي هو شارع رشيد كرامي رئيس الوزراء الراحل الذي اغتيل أثناء الحرب الأهلية اللبنانية. 

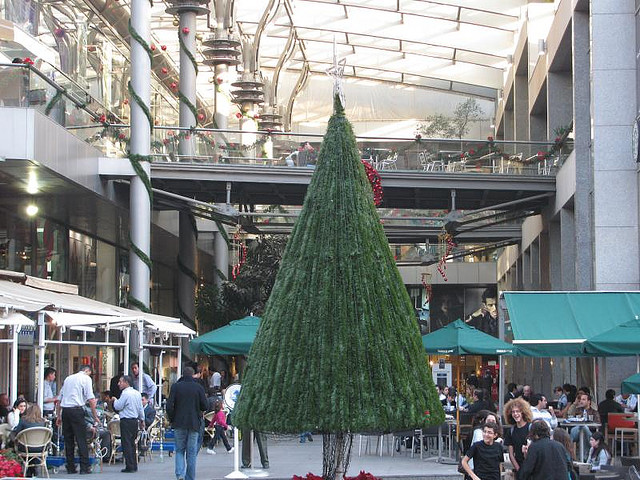
زينة عيد الميلاد في شارع فردان

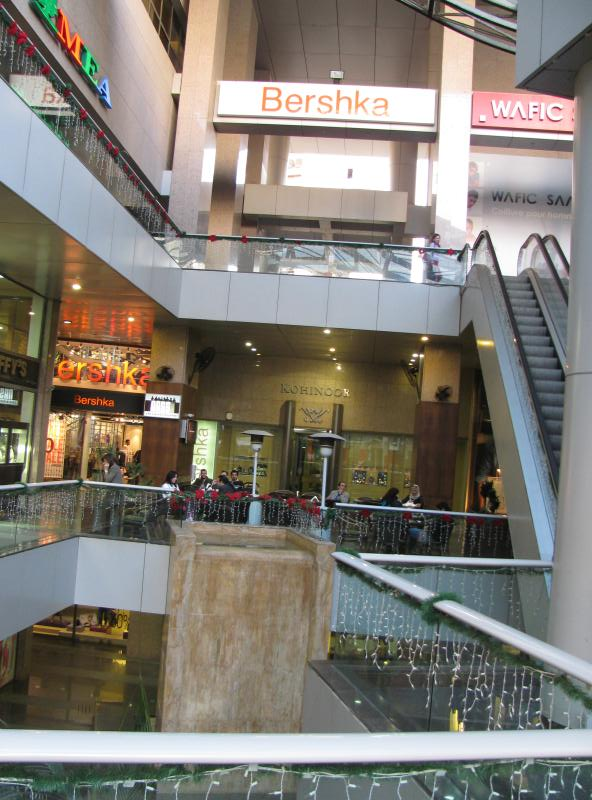
منظر داخلي لمركز تسوق في فردان

## المعالم
- ثانوية فردان الفرنسية اللبنانية - واحدة أبرز المدارس الفرنكوفونية في بيروت.
- بيت الطائفة الدرزية وهو مشيخة العقل الدرزية  في لبنان.
- تمثال «رشيد كرامي» التذكاري.

## السياحة

### الإقامة
يوجد في فردان العديد من الفنادق، بما في ذلك:
- فندق فور سيزون لشيراتون لديها موقع رئيسي على مدخل شارع فردان
- فندق راديسون بلو فردان، ويقع فوق مركز ديون التجاري.
- فندق بريستول، معلم تاريخي يقع بين شارعي فردان والحمرا.
- ستايبريدج سويتس

### التسوق
فردان هي موطن لبعض من أهم محلات الأزياء وسلاسل البيع بالتجزئة.

### الترفيه
يوجد في المنطقة العديد من الخيارات لتناول الطعام في المطاعم الراقية وكذلك في المطاعم التي في متناول كل ذوي الدخلا. وبالإضافة إلى ذلك، هناك العديد من المقاهي ودور السينما والملاهي.